# Hans Schmid (Psychotherapeut)

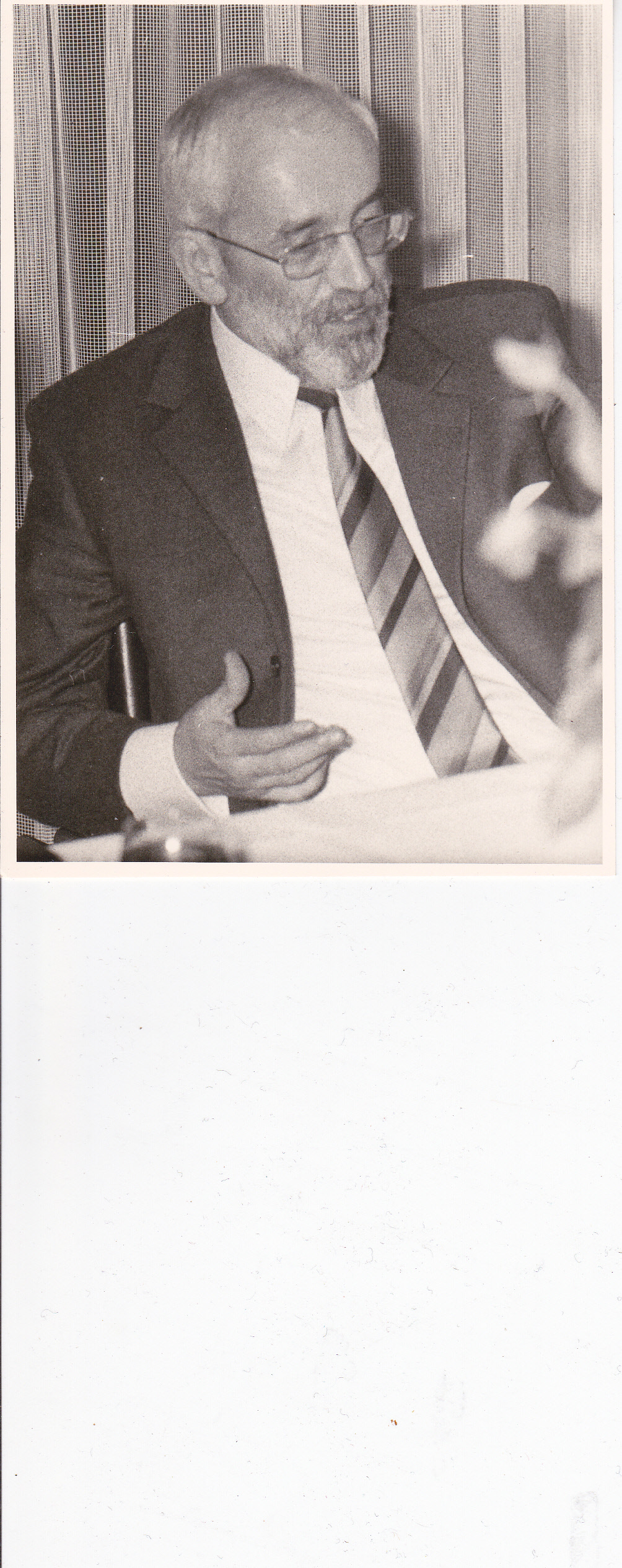
Hans Schmid (Aufnahme vom Dez.1999)

Hans Jakob Schmid (* 25. Juli 1922 in Oberkochen; † 2. Januar 2000 in Stuttgart) war ein deutscher Psychoanalytiker und Psychotherapeut. Mit seinem Buch „Jeden gibt’s nur einmal“, das aus einer Sendereihe des Süddeutschen Rundfunks und einer daran anschließenden Vortragstätigkeit hervorging, wurde er einem größeren Publikum in Deutschland und Österreich bekannt.

## Leben
Hans Schmid wurde als drittes von fünf Kindern eines mittelständischen Unternehmers in Oberkochen geboren. Nach der Volksschule besuchte er das humanistische Peutinger-Gymnasium Ellwangen, wo er 1941 mit dem Abitur abschloss. Unmittelbar danach wurde er zum Kriegsdienst eingezogen. Nach Kriegsende arbeitete er in der Firma seines Vaters mit, bis sich ihm die Möglichkeit bot, an der Universität Tübingen ein Studium der Nationalökonomie zu beginnen. Besonders wichtig war für ihn hier Oswald von Nell-Breuning, der auch das Vorwort zur Veröffentlichung seiner Diplomarbeit „Neoliberalismus und katholische Soziallehre“ (erschienen im Bund-Verlag Köln) schrieb, mit der er das Studium zunächst abschloss. 1955 wurde er mit einer Dissertation zum Thema „Deutscher Gewerkschaftsbund und katholische Arbeiterschaft“ zum Dr. rer. pol. promoviert.
Er war Kreisvorsitzender der Jungen Union und viele Jahre im Gemeinderat seiner Heimatstadt aktiv, aus dem er erst durch den beruflich bedingten Umzug nach Stuttgart 1966 ausschied.
Von 1955 bis 1963 war Hans Schmid Personalreferent und Werkschriftleiter der Optischen Werke Carl Zeiss in Oberkochen. In dieser Zeit entwickelte sich eine intensive Zusammenarbeit mit dem Ellwanger Bildhauer, Grafiker und Maler Karl-Heinz Knoedler, der für die graphische Gestaltung der Werkszeitschrift verantwortlich zeichnete. Seiner Aufgabe als Personalreferent gab er eine betriebspsychologische Ausrichtung und machte die Werkszeitschrift „Der Mensch im Betrieb“ zu einem Instrument der betrieblichen Sozialarbeit. Folgerichtig initiierte er gemeinsam mit dem zu dieser Zeit in Ulm ansässigen Psychoanalytiker Tobias Brocher „Die kleine Elternschule“, in die das betriebliche Umfeld mit einbezogen wurde. Die Zusammenarbeit mit Brocher weckte sein Interesse für die Psychotherapie, die für ihn ein Bindeglied zu seiner ursprünglichen Absicht, Theologie zu studieren, darstellte. Ab 1960 nahm er nebenberuflich die Ausbildung zum Psychoanalytiker am Institut für Tiefenpsychologie (später Stuttgarter Akademie für Tiefenpsychologie und Psychoanalyse) in Stuttgart auf. Noch während der Ausbildung wurde er dort 1963 zum Geschäftsführer des Instituts berufen und übte diese Tätigkeit bis 1983 aus (siehe: Festschrift anlässlich der 20-Jahr-Feier der `Stuttgarter Gruppe´). Nach erfolgreichem Abschluss gründete er in Stuttgart eine psychotherapeutische Privatpraxis, für die er im Zuge der Weiterentwicklung der kassenärztlichen Versorgung in Deutschland eine Kassenzulassung erhielt. Mit diesem Schritt widmete er sich endgültig seinem ursprünglichen Interesse einer „weltlichen Seelsorge“ zu. Er knüpfte damit an eine Standortbestimmung der Psychoanalyse an, die Sigmund Freud einst in seiner Verteidigungsschrift „Die Frage der Laienanalyse“ (1926) vornahm. Hans Schmid arbeitete bis zu seinem Tod als Psychotherapeut sowie als Lehranalytiker und Dozent in Stuttgart. 1979 war er zusammen mit Helmut Enke, Hans Hopf, Hilde Sanders und Norbert Trabolt Gründungsvorstand des „Psychoanalytischen Lehr- und Forschungsinstituts“, das inzwischen „Psychoanalytisches Institut Stuttgart“ heißt. Hans Hopf schreibt dazu: „Im Frühsommer 1979 rief mich Hans Schmid zu meiner großen Überraschung an. Er fragte mich, ob ich einer der Gründungsvorstände im künftigen Institut sein wollte. Ich war 36 Jahre alt und hatte vier Jahre zuvor mein Examen abgelegt. Hans Schmid war einer meiner wichtigsten Lehrer gewesen. Viele Jahre hatten wir eine denkwürdige Supervisionsgruppe von abends 22 Uhr 30 – 24 Uhr in seinem Wohnzimmer abgehalten, weil wir (vor allem er) ansonsten beschäftigt waren. Ich sagte nach einigem Zögern zu. Außer Hans Schmid waren die weiteren künftigen Vorstandmitglieder Helmut Enke, Hilde Sanders und Norbert Trabold.“
Für seine Verdienste um die Psychotherapie wurde er 1983 auf Vorschlag des Ministerpräsidenten von Baden-Württemberg mit dem Bundesverdienstkreuz (Verdienstkreuz am Bande des Verdienstordens der Bundesrepublik Deutschland) ausgezeichnet.
Schmid war mit Rita Sträßle verheiratet und hatte sechs Kinder.

## Wirken
Hans Schmid gehörte einem in Deutschland immer kleiner werdenden Kreis der „Laienanalytiker“ an, die mit der zunehmenden Medizinalisierung und Institutionalisierung nach dem Vorbild der Internationalen Vereinigung für Psychoanalyse (IPV) zu einer Minderheit geworden ist. Zu dieser Minderheit gehörten sowohl nicht-ärztliche Akademiker als auch Angehörige anderer Berufsgruppen wie Pädagogen, Lehrer und Sozialarbeiter. Entsprechend galt sein Einsatz der gleichberechtigten Anerkennung aller Schulrichtungen und der unterschiedlichen Wege zur Psychoanalyse. Seit seinem Eintritt in die Geschäftsführung des „Instituts für Tiefenpsychologie“ 1963 engagierte er sich bis zu seinem Ausscheiden als Geschäftsführer 1973 in der fachlichen und organisatorischen Weiterentwicklung des Instituts, das 1970 in „Stuttgarter Akademie für Tiefenpsychologie“ umbenannt wurde und sich als Dach für Aus- und Weiterbildung in psychodynamischer und psychoanalytischer Psychotherapie versteht. Günther Bittner zählt Hans Schmid neben Felix Schottländer und Wilhelm Bittner zu einem der „Väter“ der Stuttgarter Gruppe. Im Zentrum des Denkens von Hans Schmid stand die „Werdegestalt“, die er als den wichtigsten Komplex des Unbewussten betrachtete. Die Werdegestalt“ ist das unbewusste entelechiale Selbst, Akt und Potenz, das nach Selbst-Verwirklichung strebt. Neurosen sind demnach nicht- gelebte Selbstanteile und die empfundene Unfähigkeit, sich zu entwickeln. Sie sind Signale eines gestörten Welt- und Selbstbezugs. In diesem Konzept wird der Freud’sche Imperativ „Wo Es war, soll Ich werden" zu einem „Werde, der du bist“, das heißt, dass Ich soll einkehren in die Werdegestalt. Bittner stellt die Frage, ob Hans Schmid mit dem „Werde, der du bist“ und dem Einsetzen der Werdegestalt als das Unbewusste mit der psychoanalytischen Tradition gebrochen hat und sich eher der humanistischen Tradition der Selbstsorge zugewandt hat: Seelsorge als Selbstsorge. Es ist daher eine offene Frage, ob Hans Schmid damit den Boden der Psychoanalyse verlassen hat. Für Bittner, selbst ein Schüler der „Stuttgarter Gruppe“, fehlt dem Konzept der „Werdegestalt“ ein wesentlicher Zug der Psychoanalyse: Es ersetzt die konflikthafte Unterscheidung zwischen Bewusstsein und Unbewusstem, die durch den grundlegenden Begriff der Abwehr charakterisiert ist, durch den Begriff der Verkennung, wodurch die Bedeutung des Triebs außer Kraft gesetzt wird. Dagegen kann man einwenden, dass in diesem Konzept die unaufhebbare Differenz zwischen Bewusstsein und Unbewusstem erhalten bleibt und die vom Unbewussten (Werdegestalt) ausgehende Dynamik (des Werdens) und die unendliche Verkennungstendenz des Bewusst-Seins ein dialektisches Spannungsverhältnis eingehen. In diesem Sinne räumt Hans Schmid wie Felix Schottländer, den er zu einem seiner Lehrer zählte, dem Imaginären den Vorrang vor dem Symbolischen ein. Die Werdegestalt lässt sich so gesehen auch als Es bezeichnen, das sich in einem grundlegenden Phantasma verkennt. Aus Sicht der „synoptischen Schule“ geht es nicht um die Frage „ist es noch Psychoanalyse?“, auf die es nur eine dogmatische Antwort geben kann, sondern darum, dass die Frage „was ist Psychoanalyse?“ eine offene Frage bleibt.

## Schriften
- Neoliberalismus und katholische Soziallehre. Mit einem Vorwort von Oswald von Nell-Breuning. Bund, Köln-Deutz 1954, DNB 454384874.
- Jeden gibt’s nur einmal. Plädoyer für ein neues Menschbild (= Stufen des Lebens – Eine Bibliothek zu den Fragen unseres Daseins. Band 8). 1983.
- Wege zur Identität – Jutta v. Graevenitz und Ursula Laessing zu Ehren. Königshausen & Neumann, 1983.
- Mein Leben, mein Sinn. Mvg, Landsberg am Lech 1989.
- Jeden gibt’s nur einmal. Generativ Leben. Hörkassette, gesprochen vom Autor.